# 지운수대통
《지운수대통》은 2012년 4월 21일부터 2012년 6월 24일까지 방송되었던 TV조선 토일 드라마였다.

## 등장 인물
- 임창정 : 지운수 역
- 서영희 : 이은희 역
- 이세은 : 한수경 역
- 최규환 : 차 대리 역
- 윤다훈 : 최 과장 역
- 이문식 : 백 사장 역
- 박효준 : 오경훈 역
- 이경진 : 나 여사 역
- 황태광 : 지재수 역
- 최주봉 : 이씨 역
- 홍여진 : 전여사 역
- 이주현 : 이금희 역
- 김무영 : 이동희 역
- 강재섭 : 문상중 역
- 유동혁 : 한중일 역
- 문지영 : 진상희 역
- 장원영 : 운칠 역
- 최재형 : 기삼 역
- 주명철 : 광팔 역
- 신서현 : 서현 역
- 이정헌 : 이 부장 역
- 전병철 : 피 과장 역
- 정지윤 : 기자 역
- 권혁호 : 한수경 아버지 역
- 이하늘 : 도둑 역
- 김창렬 : 택시기사 역
- 정재용 : 골프용품점 사장 역
- 최다니엘 : 김다니엘 역
- 김희원 : 지운수 친구 역
- 유재명 : 민서 아버지 역
- 최우영 : 변호사 역
- 유신애 : 세경 역
- 한민관 : 한 대리 역
- 한국진 : A/S기사 역
- 옥주리
- 이규섭
- 김미림

## 시청률
| 2012년 | 2012년   | 2012년         |
| 회차   | 방송일   | AGB닐슨 시청률 |
| ------ | -------- | -------------- |
| 1회    | 4월 21일 | 1.003%         |
| 2회    | 4월 22일 | 0.832%         |
| 3회    | 4월 28일 | 0.748%         |
| 4회    | 4월 29일 | 0.949%         |
| 5회    | 5월 5일  | 0.978%         |
| 6회    | 5월 6일  | 0.631%         |
| 7회    | 5월 12일 | 0.950%         |
| 8회    | 5월 13일 | 0.678%         |
| 9회    | 5월 19일 | 0.513%         |
| 10회   | 5월 20일 | 0.753%         |
| 11회   | 5월 26일 | 0.722%         |
| 12회   | 5월 27일 | 0.815%         |
| 13회   | 6월 2일  | 0.761%         |
| 14회   | 6월 3일  | 0.850%         |
| 15회   | 6월 9일  | 0.734%         |
| 16회   | 6월 10일 | 0.775%         |
| 17회   | 6월 17일 | 0.818%         |
| 18회   | 6월 18일 | 0.783%         |
| 19회   | 6월 23일 | 0.922%         |
| 20회   | 6월 24일 | 0.745%         |